# North Syracuse
North Syracuse és una població dels Estats Units a l'estat de Nova York. Segons el cens del 2000 tenia 6.862 habitants.

## Demografia
Segons el cens del 2000, North Syracuse tenia 6.862 habitants, 2.999 habitatges, i 1.751 famílies. La densitat de població era de 1.351,8 habitants per km².
Dels 2.999 habitatges en un 28,8% hi vivien nens de menys de 18 anys, en un 41,9% hi vivien parelles casades, en un 12,1% dones solteres, i en un 41,6% no eren unitats familiars. En el 34,9% dels habitatges hi vivien persones soles el 16,4% de les quals corresponia a persones de 65 anys o més que vivien soles. El nombre mitjà de persones vivint en cada habitatge era de 2,28 i el nombre mitjà de persones que vivien en cada família era de 2,98.
Per edats la població es repartia de la següent manera: un 24,2% tenia menys de 18 anys, un 6,5% entre 18 i 24, un 30,9% entre 25 i 44, un 21,1% de 45 a 60 i un 17,4% 65 anys o més.
L'edat mediana era de 38 anys. Per cada 100 dones de 18 o més anys hi havia 86,2 homes.
La renda mediana per habitatge era de 37.031 $ i la renda mediana per família de 47.853 $. Els homes tenien una renda mediana de 36.292 $ mentre que les dones 24.484 $. La renda per capita de la població era de 18.906 $. Entorn del 7% de les famílies i el 10,2% de la població estaven per davall del llindar de pobresa.